# Morochucos

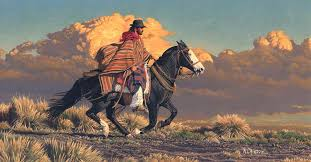
Przedstawiciel plemienia ujeżdżający konia

Morochucos – grupa etniczna w Peru, określani jako "białe" plemię. Zamieszkują zwłaszcza region Ayacucho. Posługują się językiem keczua, lecz ich rysy zdradzają wyraźnie europejskie pochodzenie. Wielu ma jasne włosy i oczy. Według ogólnie przyjętej tradycji mają być potomkami zwolenników Diego de Almagro, zbuntowanych przeciwko koronie hiszpańskiej. Po klęsce rewolty zbiegli na wysokogórskie pastwiska w Andach i wymieszali z miejscową ludnością indiańską. Są doskonałymi jeźdźcami, utrzymują się z rolnictwa, sami określają się mianem "campesinos", czyli wieśniakami. 